# Irma Tervani
Irma Tervani, konstnärsnamn för Irma Achté, född 4 juni 1887 i Helsingfors, död 29 oktober 1936 i Dresden, var en finländsk sångerska (alto-mezzosopran). Hon var dotter till Emmy Achté och syster till Aino Achté och utbildades av sin mor och 1905–1907 vid konservatoriet i Paris. Hon var anställd 1908–1932 vid hovoperan i Dresden, där hon utförde roller som Carmen, Orfeus, Delila i Simson och Delila m. fl., och gav konserter i Stockholm 1909. Hon hade en klangstark och välskolad mezzosopranröst av altkaraktär, livligt temperament och gjorde sig väl på scen.